# Chalcides colosii
El eslizón rifeño (Chalcides colosii) es una especie de lagarto de la familia Scincidae. 

## Descripción
Especie especialmente magrebí cuya distribución se extiende por la cadena montañosa del Rif y sus contrafuertes, llegando hasta el litoral atlántico de la Península Tingitana y el valle del río Lucos. Se trata de una especie pentadáctila con requerimientos parecidos a los de Chalcides bedriagai. 
En España, habita en Ceuta, en el Monte Hacho, y en el islote de Tierra (Peñón de Alhucemas), rarificándose en la zona continental de Ceuta y en los pinares de Rostrogordo (Melilla). La altitud más elevada en estas localidades no sobrepasa los 100 m s. n. m., aunque en Marruecos alcanza los 1.500 m s. n. m.